# Costanza Farnese
Costanza Farnese (Roma, 19 de desembre de 1500 – 23 de maig de 1545) era filla d'Alessandro Farnese i Silvia Ruffini, nascuda abans que el seu pare es convertís en el papa Pau III. Els seus germans van ser Pere Lluís I de Parma, Paul, Ranuccio i Lucrezia.
Es va casar amb Bosio II Sforza, comte de Santa Fiora i Cotignola, i els seus fills van ser: 
- Guido Ascanio
- Alessandro Sforza
- Sforza Sforza, els fills del qual van ser Francesco Sforza i Costanza Sforza[2]
- Faustina Sforza
- Francesca Sforza